# Windows Driver Kit
Windows Driver Kit (WDK) はマイクロソフトのWindows OS用デバイスドライバーを作成するためのソフトウェア開発キットである。
バージョン7.1までのWDKはドキュメント、サンプル、ビルド環境、ツールなどを含んでいた。
WDKはWindows Vistaよりも前までは、Microsoft Driver Development Kit (DDK) と呼ばれていた。
WDKはDDKのほぼ全てのものを含み、加えて、Installable File System Kit と Display Compatibility Kit を含むようになった。

## ハードウェアのテストと測定
Windows XP/Windows Server 2003までは、ハードウェアおよび開発したデバイスドライバーのテストと測定を行なうツールとして、「ハードウェア互換性テストキット」(Hardware Compatibility Test Kit, HCT) が提供されていた。
Windows Vistaにおいて、HCTはDriver Test Manager (DTM) に置き換えられた。DTMはテスト自動化のフレームワーク（自動テストエンジン）を含む。この時点では、DTMはWDKに含まれていた。
その後、DTMはWDKと分離され、Windows Logo Kit (WLK) に置き換えられた。
さらに、WLKは「Windowsハードウェア認定キット」(Windows Hardware Certification Kit, HCK) に置き換えられた。
Windows 10用には、HCKの後継として「Windowsハードウェアラボキット」(Windows Hardware Lab Kit, HLK) が提供されている。